# پروتئاز اچ‌آی‌وی

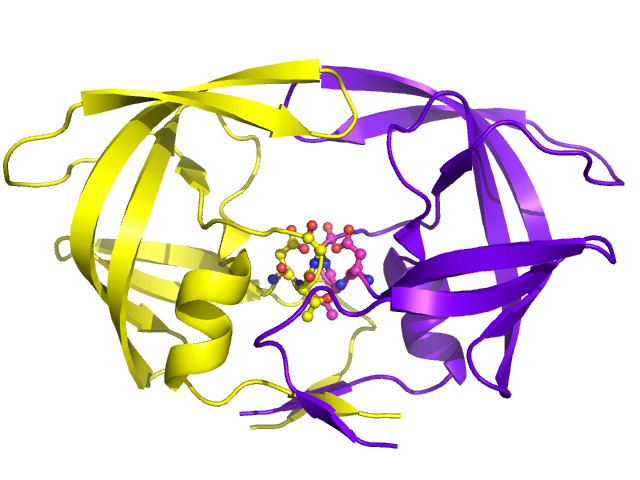
تصویر پروتئاز HIV

ویروس HIV برای عفونت سلول‌ها به دو نوع پروتئین به نام‌های پروتئین‌های ساختاری که فراورده ژن Gag هستند و پروتئین‌های کاتالیتیکی که فراورده ژنPol هستند، نیاز دارد.ژنوم ویروسی به چرایی غنی بودن از دید ژنی، برای بهبود همانندسازی نیاز به تکامل بخشیدن به سیستم‌های رونویسی و ترجمه دارند. از اینرو فراورده‌های هر دو ژنهای Gag و Pol به گونه پلی پروتئین بیوسنتز و بدست یک پروتئاز به واحدهای عملگر جدا و تقسیم می‌گردد. پروتئینی که این عمل را تند می‌کند پروتئاز HIV نام دارد که خود فراورده ژن Pol است.
این پروتئاز از دید ساختاری همانندی فراوانی به آنزیم پپسین و دیگر آسپارتیک پروتئازها دارد. وجود دو اسید آمینه آسپارتیک نزدیک به هم در جایگاه پرکار ویژگی همه این پروتئازها است. این دو اسید امینه که pK بسیار متفاوت (pK یکی بیشتر و pK دیگری کمتر) نسبت بهpK معمولی آسپارتیک اسید، دارند در واکنش‌های اسید و باز همگانی برای هیدولیز پیوندهای پپتیدی شرکت می‌کنند. این پروتئاز از این دید با پپسین متفاوت است که جایگاه پرکار در میان دو زیر واحد یکسان پروتئاز قرار دارد ولی جایگاه پرکار در پپسین میان دو دومن (یا لوب) یک زنجیرهٔ پلی پپتیدی قرار دارد.

## مکانیسمآبکافتپپتیدها بدست آسپارتیک پروتئازها

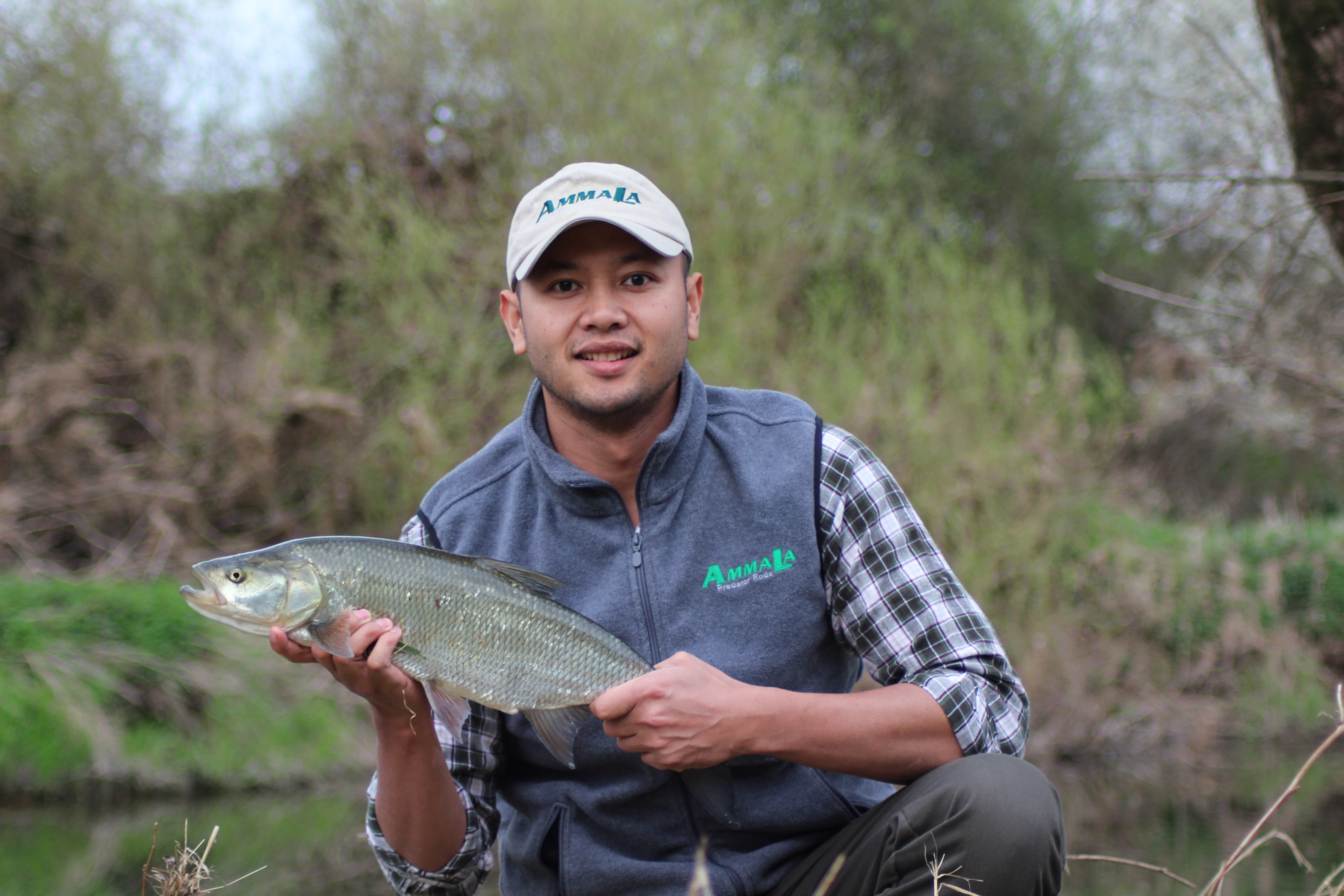
مکانیسم آبکافت پپتید بدست پروتئاز HIV

یکی از Aspهای پروتونه شده، پروتون خود را به اکسیژن گروه کربنیل می‌دهد در همین حال Asp دیگر یک پروتون از آب گرفته و فرآوری نوکلئوفیل هیدروکسیل می‌کند، OH به کربن کربونیل حمله کرده ویک حدواسط چهار وجهی را فرآوری می‌کند. در این چگونگی نیتروژن پیوند یک پروتون ازAsp پروتونه می‌گیرد و انتهای آمینه پلی پپتید رها می‌گردد، Aspدیگر از یکی از OH پروتون گرفته و فرآوری گروه کربوکسیل را کاتالیز می‌کند.
این آنزیم از دید ویژگی شکست پیوند در سلول‌ها بی‌همتا است.زیرا پیوند پپتیدی میان Phe یا Tyr و Pro را به گونه اختصاصی می‌شکنند.از اینرو تلاش‌هایی برای فرآوری داروهای مهارکنندهٔ آن انجام گرفته‌است این مهارکنندها ساختاری همانند به الیگوپپتیدها دارند. با این حال به انگیزه دگرگونی‌های مکرر پروتئاز در نسل‌های ویروسی و وجود اثرات پهلویی بکارگیری این داروها دارای محدودیت‌هایی است. از جملهٔ این داروها Ritonavir، Indinavirو Saquinavir را می‌توان نام برد.

saquinavir